# Tiamina
A tiamina, ou vitamina B1, é uma vitamina encontrada em alimentos e usada como um suplemento alimentar. Como um suplemento, é utilizada para tratar e prevenir a deficiência de tiamina e de doenças que resultam desta, incluindo o beribéri, a síndrome de Korsakoff e a psicose de Korsakoff. Outros usos incluem a doença da urina em xarope de bordo e a síndrome de Leigh. Pode ser tomada por via oral ou por injecção.
Efeitos colaterais geralmente são poucos. Reações alérgicas, incluindo anafilaxia, podem ocorrer. A tiamina é a da família do complexo B, necessária para o metabolismo dos hidratos de carbono. Como as pessoas são incapazes de fazê-la, é um nutriente essencial. Fontes alimentares incluem grãos integrais, carne e peixe.
A tiamina foi descoberta em 1897, isolada em 1926 e sintetizada pela primeira vez em 1936. Está na Lista de Medicamentos Essenciais da Organização Mundial de Saúde, os medicamentos mais eficazes, seguros e necessários em um sistema de saúde. A tiamina está disponível como um medicamento genérico e disponível para venda livre. Nos Estados Unidos, um suprimento mensal é menos de 25 USD. Alguns países exigem a sua adição a determinados alimentos, como grãos.

## Deficiência
A deficiência ocorre geralmente em pacientes com dependência de álcool, desnutridos, com vômito frequente (incluindo gestantes com hiperêmese gravídica) e após cirurgia bariátrica (gastroplastia redutora).
Acontece de poder ela prejudicar a absorção da Vitamina B1: Álcool, café, cigarro e antiácido.
Alimentos ricos em Vitamina B1
- Pão integral
- Fiambre (Presunto)
- Arroz integral
- Cereal integral
- Cerveja
- Noz
- Fígado
- Rim
- Carne de porco
- Peixe
- Legume
- Linhaça
- Verduras amargas
- Gema de ovo
- Macarrão integral.
- Beterraba
- Jaca
- Linguiça
- Laranja
- Limão
- Maçã
- Queijo
- Tomate
- Erva mate

## Sintomas de sua deficiência
Encefalopatia de Wernicke (manifestação aguda da carência de vitâmina B1 associada a ingestão de grandes quantidades de glicose). Caracterizada clinicamente por uma tríade clássica: ataxia, oftalmoplegia e confusão mental.
Síndrome de Korsakoff (é a manifestação neurológica crônica da deficiência de tiamina). Caracterizada por amnésia anterógrada, confabulação e desorientação. Acompanham esses sintomas: beribéri (o que inclui perda de peso, distúrbios emocionais, inflamação e degeneração dos nervos, fraqueza e dor nos membros, períodos de batimento cardíaco irregular e edema), insuficiência cardíaca, distúrbio mental, perda de apetite e de energia.